# Magne

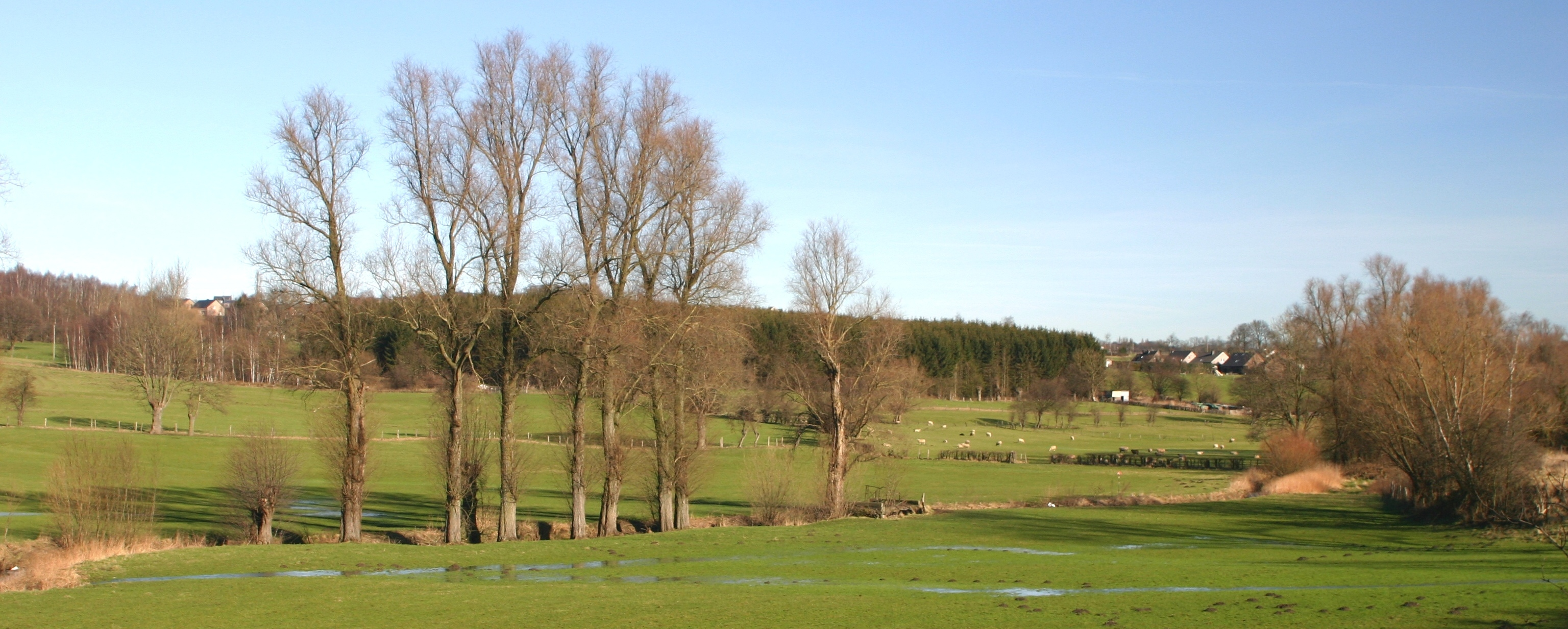
De Magne bij Soumagne

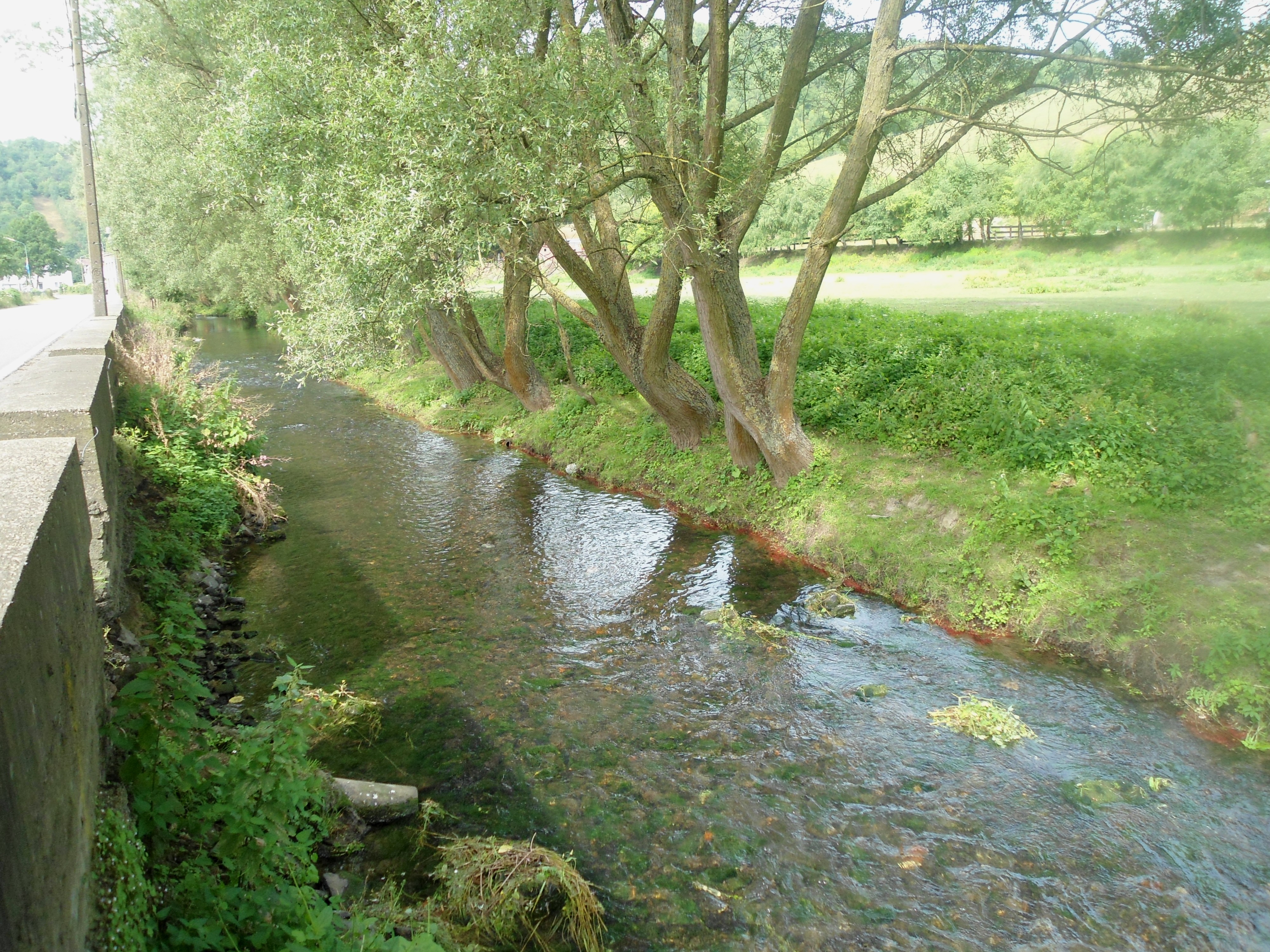
De Magne bij Prayon

De Magne is een riviertje in het Land van Herve, en het is een zijriviertje van de Vesder.
De beek ontspringt tussen Herve en Bruyères op een hoogte van 287 meter. De beek stroomt in zuidwestelijke richting door Soumagne en langs Saint-Hadelin, tussen Magnée en Forêt om bij Prayon in de Vesder uit te monden op een hoogte van 80 meter. De benedenloop van de beek staat bekend als Ruisseau des Fonds de Forêt.
De beek heeft een lengte van ongeveer 13 kilometer.
- Virtual International Authority File: 5561149198262974940002